# Parque Municipal Independencia (Mercedes)
El Parque Municipal Independencia es un espacio público de 54 ha, ubicado en la ciudad de Mercedes, en el oeste de la provincia de Buenos Aires, Argentina.

## Historia
El Parque Independencia fue creado en 1914 con 9 hectáreas en el margen derecho del río Luján. En el año 1981, el Municipio adquiere un predio de 45 hectáreas frente al antiguo Parque Independencia, en el margen izquierdo del río Luján. De esta manera, se le agregan al popular paseo mercedino 6 veces más hectáreas que las que poseía en ese momento.

## Características
Cuenta con 54 hectáreas que lo convierten en uno de los parques municipales más grandes de la provincia. De refrescantes bosques con aire puro, es un lugar más que apto y propicio para el disfrute de intensas jornadas recreativas y deportivas, así como para la satisfacción plena del relax sin límites, pudiendo acampar sobre la ribera del río Luján que lo atraviesa. Ambos lados del parque están comunicados por una pasarela, un puente tipo colgante para peatones.
Hoy cuenta con una importante infraestructura para disfrutar a pleno la naturaleza: agua potable, baños, mesas y parrillas, piletas, cancha de básquet, cancha de rugby, canchas de fútbol, pistas de motocross y de ciclismo, velódromo y sector para carpas.

## Ubicación
El parque se encuentra ubicado en la parte norte de la ciudad, recorrido por el río Luján. El acceso principal está en Héroes de Malvinas y Calle 64.